# 类管巢蛛
类管巢蛛（学名：Clubiona similis）为管巢蛛科管巢蛛属的动物。分布于欧洲、俄罗斯以及中国大陆的新疆等地，多见于园林花丛叶间。该物种的模式产地在欧洲。